# Meteoridea japonensis
Meteoridea japonensis är en stekelart som beskrevs av Roy D. Shenefelt och Muesebeck 1957. Meteoridea japonensis ingår i släktet Meteoridea och familjen bracksteklar. Inga underarter finns listade i Catalogue of Life.